# Himantura granulata
Himantura granulata  (лат.) — вид рода хвостоколов из семейства хвостоко́ловых отряда хвостоколообразных надотряда скатов. Они обитают в тропических водах Индийского океана и центрально-западной части Тихого океана. Встречаются в мелких прибрежных водах, в том числе эстуариях рек и мангровых зарослях на глубине до 85 м. Максимальная зарегистрированная ширина диска 140 см. Грудные плавники этих скатов срастаются с головой, образуя овальный диск, покрытый многочисленными белыми крапинками.  Кнутовидный хвост довольно короткий. Кожные кили на хвостовом стебле позади ядовитого шипа отсутствуют. Окраска дорсальной поверхности диска тёмно-коричневого или серого цвета. Позади шипа хвост окрашен в белый цвет. 
Подобно прочим хвостоколообразным Himantura granulata размножаются яйцеживорождением. Эмбрионы развиваются в утробе матери, питаясь желтком и гистотрофом. Рацион этих скатов состоит в основном из беспозвоночных и мелких донных рыб. Представляют умеренный интерес для коммерческого промысла. Мясо употребляют в пищу, шкуру выделывают. 

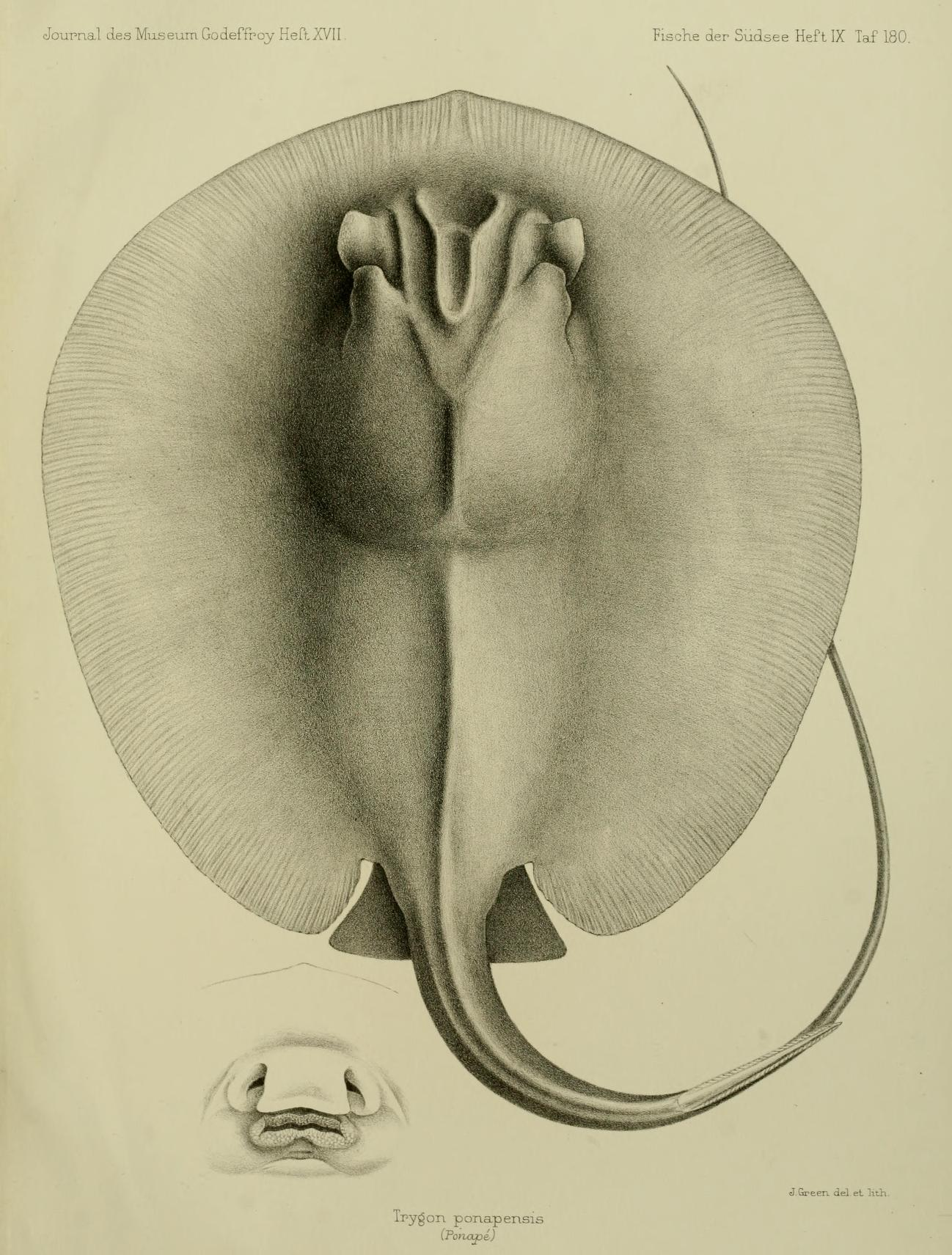
Оригинальное изображение Himantura granulata

## Таксономия и филогенез
Впервые новый вид был описан австралийским зоологом Уильямом Джоном Маклеем как Trygon granulata. Описание относилось к особи женского пола длиной 86 см, пойманной у берегов Порт-Морсби, Папуа — Новая Гвинея. Видовой эпитет происходит от слова лат. granum — «зерно». В 1928 году вид был отнесён к роду хвостоколов-гимантур. 
Himantura granulata принадлежит к комплексу видов, в который также входят H. chaophraya, H. hortlei, H. lobistoma, H. pastinacoides и H. uarnacoides.

## Ареал и места обитания
Himantura granulata — немногочисленные, но  широко распространённые обитатели Индийского океана и западной части Тихого океана. Они населяют воды Красного Моря, Мальдивских и Андаманских островов, Сиамского залива, Малайского архипелага (за исключением Суматры), Новой Гвинеи и северного побережья Австралии, включая Гуам, Фиджи, Соломоновы острова и Микронезию. Эти донные рыбы встречаются в прибрежной зоне на глубине до 85 м. Молодые скаты заходят в солоноватые воды, в том числе в мангровые заросли и эстуарии рек. Взрослые особи напротив предпочитают песчаное или галечное дно и держатся в лагунах и вблизи рифовых кораллов.

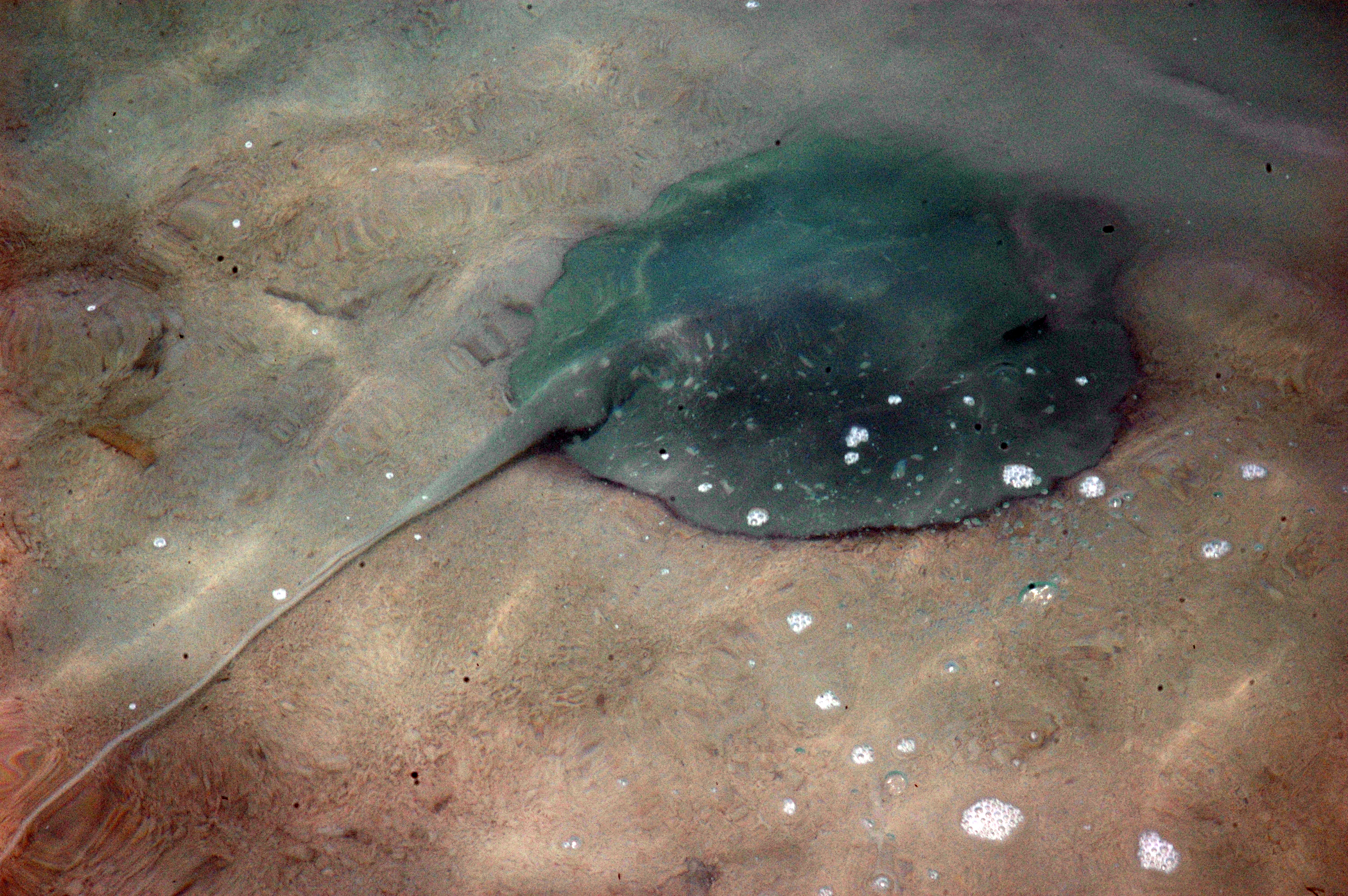
Этих скатов легко узнать по овальной форме диска, тёмной окраске и белым крапинкам.

## Описание
Грудные плавники этих скатов срастаются с головой, образуя овальный плоский диск, ширина примерно равна длине. Передний край диска почти прямой. Заострённый кончик рыла чуть-чуть выступает за края диска. Позади среднего размера глаз расположены брызгальца. На вентральной поверхности диска расположены 5 пар жаберных щелей, рот и тонкие, длинные ноздри. Между ноздрями пролегает лоскут кожи с бахромчатым нижним краем. Рот изогнут в виде дуги, на дне ротовой полости присутствуют до 5 отростков. Мелкие притуплённые зубы выстроены в шахматном порядке и образуют плоскую поверхность. Во рту имеется 40—50 верхних и 38—50 нижних зубных рядов. Брюшные плавники маленькие и довольно узкие.
Кнутовидный, сильно утончающийся к кончику  хвост в 1,5—2 раза превышает ширину диска. Основание хвоста довольно толстое. На дорсальной поверхности в центральной части хвостового стебля расположен тонкий шип, соединённый протоками с ядовитой железой. Иногда у скатов бывает 2 шипа. Периодически шип обламывается и на его месте вырастает новый. Дорсальная поверхность диска плотно покрыта крошечными чешуйками. В центральной части диска вдоль позвоночника до хвоста расположены более крупные чешуйки. Кроме того, от головы до шипа на хвостовом стебле вдоль центральной линии диска пролегает один или два ряда колючек. Окраска дорсальной поверхности диска тёмно-коричневого или тёмно-серого цвета. Диск усеян многочисленными белыми пятнышками и крапинками, плотность которых увеличивается с размером. Тёмная окраска обусловлена наличием слоя слизи, без которого тело становится светло-оранжевого цвета. Хвост позади шипа резко становится белым. Вентральная поверхность диска белая, края диска усеяны мелкими тёмными пятнышками. Максимальная зарегистрированная ширина диска 140 см, а общая длина свыше 3,5 м.

## Биология
Himantura granulata ведут одиночный образ жизни. Большую часть дня они проводят лёжа неподвижно на дне, наполовину зарывшись в песок, а ночью начинают активно охотится. Электрорецепторы этих скатов имеют чувствительность 4 нВ/см и эффективную область распространения 25 см, позволяя им обнаружить закопавшуюся добычу. Молодь питается в основном мелкими ракообразными, включая крабов и креветок. Взрослые хвостоколы охотятся на донных костистых рыб, таких как сиганы, бычки, собачковидные, губаны, помацентровые, а также беспозвоночных (крабов, осьминогов, двустворчатых и сипункулид).   

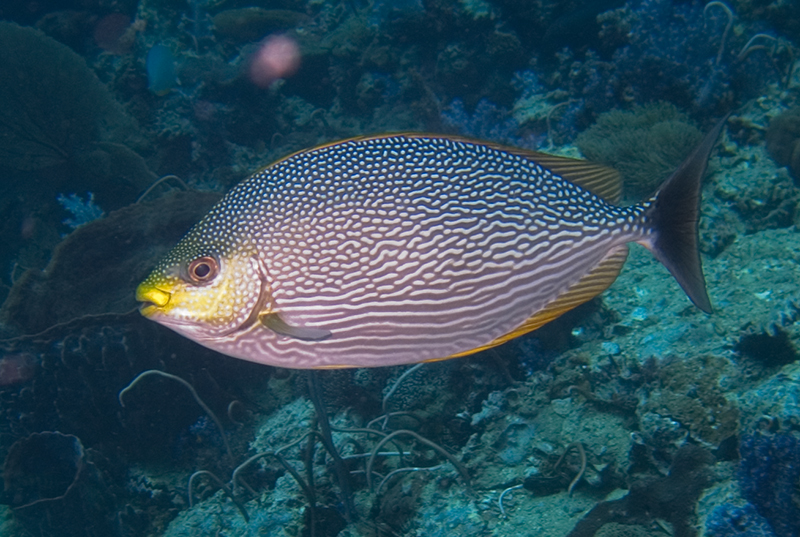
Сиганы входят в рацион Himantura granulata

Подобно прочим хвостоколообразным Himantura granulata  относятся к яйцеживородящим рыбам. Эмбрионы развиваются в утробе матери, питаясь желтком и гистотрофом. Ширина диска новорожденных составляет 14—28 см. У самцов половая зрелость наступает при достижении ширины диска 55—65 см. На этих хвостоколах паразитируют ленточные черви Rhinebothrium himanturi.

## Взаимодействие с человеком
Ядовитый шип делает хвостоколов потенциально опасными для человека. Himantura granulata не являются объектом целевого лова. В качестве прилова они попадаются в ставные неводы и донные тралы.  Их добывают ради шкуры, хрящей и мяса. Вид страдает от ухудшения условий среды обитания, обусловленного антропогенным фактором. Международный союз охраны природы присвоил этому виду статус сохранности «Близкий к уязвимому положению». 